# Euselasia argentea
Euselasia argentea is een vlindersoort uit de familie van de prachtvlinders (Riodinidae), onderfamilie Euselasiinae.
Euselasia argentea werd in 1871 beschreven door Hewitson.